# 14734 Susanstoker
14734 Susanstoker (2000 DZ78) là một tiểu hành tinh vành đai chính được phát hiện ngày 29 tháng 2 năm 2000 bởi nhóm nghiên cứu tiểu hành tinh gần Trái Đất phòng thí nghiệm Lincoln ở Socorro.